# Tournoi des Cinq Nations 1971
Navigation
Tournoi 1970 Tournoi 1972
Le Tournoi des Cinq Nations 1971 se déroule du 16 janvier au 27 mars 1971 et voit la victoire du pays de Galles qui réalise son sixième Grand Chelem.

## Classement
- Légende :

J matches joués, V victoires, N matches nuls, D défaites
PP points pour, PC points contre, Δ différence de points PP-PC
Pts points de classement (barème : 2 points pour une victoire ; 1 point en cas de match nul ; rien pour une défaite)

T Tenants du titre 1970.
| Rang | Nations            | J | V | N | D | PP | PC | Δ   | Pts |
| ---- | ------------------ | - | - | - | - | -- | -- | --- | --- |
| 1    | Pays de Galles (T) | 4 | 4 | 0 | 0 | 73 | 38 | +35 | 8   |
| 2    | France (T)         | 4 | 1 | 2 | 1 | 41 | 40 | +1  | 4   |
| 3    | Irlande            | 4 | 1 | 1 | 2 | 41 | 46 | -5  | 3   |
| 3    | Angleterre         | 4 | 1 | 1 | 2 | 44 | 58 | -14 | 3   |
| 5    | Écosse             | 4 | 1 | 0 | 3 | 47 | 64 | -27 | 2   |

- En plus du Grand Chelem, le pays de Galles réalise les meilleures attaque et défense (et donc la plus grande différence de points).

## Résultats
Tous les matches se jouent le samedi :
| 16 janvier 1971, Colombes  | France         | 13 - 8  | Écosse         |
| 16 janvier 1971, Cardiff   | Pays de Galles | 22 - 6  | Angleterre     |
| 30 janvier 1971, Dublin    | Irlande        | 09 - 9  | France         |
| 6 février 1971, Édimbourg  | Écosse         | 18 - 19 | Pays de Galles |
| 13 février 1971, Dublin    | Irlande        | 06 - 9  | Angleterre     |
| 27 février 1971, Édimbourg | Écosse         | 05 - 17 | Irlande        |
| 27 février 1971, Londres   | Angleterre     | 14 - 14 | France         |
| 13 mars 1971, Cardiff      | Pays de Galles | 23 - 9  | Irlande        |
| 20 mars 1971, Londres      | Angleterre     | 15 - 16 | Écosse         |
| 27 mars 1971, Colombes     | France         | 05 - 9  | Pays de Galles |

## Fiches techniques des rencontres
Les détails des matches sont les suivants :

### France - Écosse
| 16 janvier 1970 Beau temps doux ; vent sensible en faveur de l'Écosse puis de la France. | France Capitaine : Dauga                                                                       | 13 - 8 (3-3) | Écosse Capitaine : P Brown                                          | Stade Yves-du-Manoir, Colombes Belle pelouse 32 466 spectateurs Arbitre : K Kelleher |
| 16 janvier 1970 Beau temps doux ; vent sensible en faveur de l'Écosse puis de la France. | Essai(s) : 2 Sillières, Villepreux Transformation(s) : 2/2 Villepreux Pénalité(s) : Villepreux |              | Essai(s) : Steele Transformation(s) : P Brown Pénalité(s) : I Smith | Stade Yves-du-Manoir, Colombes Belle pelouse 32 466 spectateurs Arbitre : K Kelleher |
| 16 janvier 1970 Beau temps doux ; vent sensible en faveur de l'Écosse puis de la France. |                                                                                                |              |                                                                     | Stade Yves-du-Manoir, Colombes Belle pelouse 32 466 spectateurs Arbitre : K Kelleher |

### Pays de Galles - Angleterre
| 16 janvier 1971 Temps couvert | Pays de Galles Capitaine : Dawes                                                                              | 22 - 6 (16-3) | Angleterre Capitaine : Bucknall                  | Arms Park, Cardiff Terrain détrempé 50 000 spectateurs Arbitre : D D'Arcy |
| 16 janvier 1971 Temps couvert | Essai(s) : 3 Davies (2), Bevan Transformation(s) : 2/3 J Taylor Pénalité(s) : JPR Williams Drop(s) : J Taylor |               | Essai(s) : R Hannaford Pénalité(s) : Rossborough | Arms Park, Cardiff Terrain détrempé 50 000 spectateurs Arbitre : D D'Arcy |
| 16 janvier 1971 Temps couvert | |               |                                                  | Arms Park, Cardiff Terrain détrempé 50 000 spectateurs Arbitre : D D'Arcy |

### Irlande - France
| 30 janvier 1971 Beau temps froid. | Irlande Capitaine : Gibson                       | 9 - 9 (0-3) | France Capitaine : Dauga                    | Lansdowne Road, Dublin Terrain souple et humide ; balle glissante. 55 000 spectateurs Arbitre : G Lamb |
| 30 janvier 1971 Beau temps froid. | Essai(s) : E Grant Pénalité(s) : 2 Ba O'Driscoll |             | Pénalité(s) : Villepreux Drop(s) : JL Bérot | Lansdowne Road, Dublin Terrain souple et humide ; balle glissante. 55 000 spectateurs Arbitre : G Lamb |
| 30 janvier 1971 Beau temps froid. |                                                  |             |                                             | Lansdowne Road, Dublin Terrain souple et humide ; balle glissante. 55 000 spectateurs Arbitre : G Lamb |

### Écosse - pays de Galles
| 6 février 1971 Temps très frais, ciel grisâtre ; vent nul. | Écosse Capitaine : P Brown                             | 18 - 19 (6-8) | Pays de Galles Capitaine : Dawes                                                                                 | Murrayfield, Édimbourg Bon terrain 70 000 spectateurs Arbitre : H Titcomb |
| 6 février 1971 Temps très frais, ciel grisâtre ; vent nul. | Essai(s) : 2 Carmichael, C Rea Pénalité(s) : 4 P Brown |               | Essai(s) : 4 J Taylor, Edwards, B John, G Davies Transformation(s) : 2/4 B John, J Taylor Pénalité(s) : J Taylor | Murrayfield, Édimbourg Bon terrain 70 000 spectateurs Arbitre : H Titcomb |
| 6 février 1971 Temps très frais, ciel grisâtre ; vent nul. |                                                        |               | | Murrayfield, Édimbourg Bon terrain 70 000 spectateurs Arbitre : H Titcomb |

### Irlande - Angleterre
| 6 février 1971 Ensoleillé mais froid ; vent très violent pour l'Angleterre puis l'Irlande. | Irlande Capitaine : Gibson     | 6 - 9 (3-9) | Angleterre Capitaine : J Spencer | Lansdowne Road, Dublin Bon terrain 50 000 spectateurs Arbitre : M Joseph |
| 6 février 1971 Ensoleillé mais froid ; vent très violent pour l'Angleterre puis l'Irlande. | Essai(s) : 2 E Grant, A Duggan |             | Pénalité(s) : 3 Hiller           | Lansdowne Road, Dublin Bon terrain 50 000 spectateurs Arbitre : M Joseph |
| 6 février 1971 Ensoleillé mais froid ; vent très violent pour l'Angleterre puis l'Irlande. |                                |             |                                  | Lansdowne Road, Dublin Bon terrain 50 000 spectateurs Arbitre : M Joseph |

### Angleterre - France
| 27 février 1971 Pelouse superbe | Angleterre Capitaine : Hiller                                       | 14 - 14 (6-14) | France Capitaine : Carrère                                                                            | Twickenham Stadium, Londres Temps gris mais doux. 70 000 spectateurs Arbitre : R Lewis |
| 27 février 1971 Pelouse superbe | Essai(s) : Hiller Transformation(s) : Hiller Pénalité(s) : 3 Hiller |                | Essai(s) : Bertranne, Cantoni Transformation(s) : Villepreux Pénalité(s) : Villepreux Drop(s) : Bérot | Twickenham Stadium, Londres Temps gris mais doux. 70 000 spectateurs Arbitre : R Lewis |
| 27 février 1971 Pelouse superbe |                                                                     |                | | Twickenham Stadium, Londres Temps gris mais doux. 70 000 spectateurs Arbitre : R Lewis |

### Écosse - Irlande
| 27 février 1971 Temps gris | Écosse Capitaine : P Brown                     | 5 - 17 (0-9) | Irlande Capitaine : Gibson                                                               | Murrayfield, Édimbourg Bon terrain 40 000 spectateurs Arbitre : T Jones |
| 27 février 1971 Temps gris | Essai(s) : J Frame Transformation(s) : P Brown |              | Essai(s) : 3 A Duggan (2), E Grant Transformation(s) : 1/3 Gibson Pénalité(s) : 2 Gibson | Murrayfield, Édimbourg Bon terrain 40 000 spectateurs Arbitre : T Jones |
| 27 février 1971 Temps gris |                                                |              |                                                                                          | Murrayfield, Édimbourg Bon terrain 40 000 spectateurs Arbitre : T Jones |

### Pays de Galles - Irlande
| 13 mars 1971 Ciel gris, température très douce ; vent pour l'Irlande puis pour le pays de Galles. | Pays de Galles Capitaine : Dawes                                                                              | 23 - 9 (9-6) | Irlande Capitaine : Gibson | Arms Park, Cardiff Pelouse souple impeccable. 52 000 spectateurs Arbitre : R Johnson |
| 13 mars 1971 Ciel gris, température très douce ; vent pour l'Irlande puis pour le pays de Galles. | Essai(s) : 4 G Davies (2), G Edwards (2) Transformation(s) : 1/4 B John Pénalité(s) : B John Drop(s) : B John |              | Pénalité(s) : 3 Gibson     | Arms Park, Cardiff Pelouse souple impeccable. 52 000 spectateurs Arbitre : R Johnson |
| 13 mars 1971 Ciel gris, température très douce ; vent pour l'Irlande puis pour le pays de Galles. | |              |                            | Arms Park, Cardiff Pelouse souple impeccable. 52 000 spectateurs Arbitre : R Johnson |

### Angleterre - Écosse
| 20 mars 1971 Beau temps | Angleterre Capitaine : Spencer | 15 - 16 (9-5) | Écosse Capitaine : P Brown                                                                   | Twickenham, Londres Terrain un peu gras. 65 000 spectateurs Arbitre : Ch Durand |
| 20 mars 1971 Beau temps | Essai(s) : 2 Hiller, Neary     |               | Essai(s) : 3 P Brown, D Paterson, C Rea Transformation(s) : 2/3 P Brown Drop(s) : D Paterson | Twickenham, Londres Terrain un peu gras. 65 000 spectateurs Arbitre : Ch Durand |
| 20 mars 1971 Beau temps |                                |               |                                                                                              | Twickenham, Londres Terrain un peu gras. 65 000 spectateurs Arbitre : Ch Durand |

### France - pays de Galles
| 27 mars 1971 Temps gris avec éclaircies ; vent en faveur de la France puis du pays de Galles. | France Capitaine : Carrère                      | 5 - 9 (5-3) | Pays de Galles Capitaine : Dawes                  | Stade Yves-du-Manoir, Colombes Bon terrain 50 703 spectateurs Arbitre : J Young |
| 27 mars 1971 Temps gris avec éclaircies ; vent en faveur de la France puis du pays de Galles. | Essai(s) : Dauga Transformation(s) : Villepreux |             | Essai(s) : 2 Edwards, B John Pénalité(s) : B John | Stade Yves-du-Manoir, Colombes Bon terrain 50 703 spectateurs Arbitre : J Young |
| 27 mars 1971 Temps gris avec éclaircies ; vent en faveur de la France puis du pays de Galles. |                                                 |             |                                                   | Stade Yves-du-Manoir, Colombes Bon terrain 50 703 spectateurs Arbitre : J Young |

## Composition de l'équipe victorieuse
Voir l'article : Équipe du pays de Galles de rugby à XV au Tournoi des Cinq Nations 1971.